# Частые (Кишертский район)
Частые — деревня в Кишертском муниципальном округе Пермского края России.

## История
До 2019 года входила в состав ныне упразднённого Усть-Кишертского сельского поселения Кишертского района.

## География
Деревня находится в юго-восточной части края, в зоне хвойно-широколиственных лесов, на правом берегу реки Сылвы, на расстоянии приблизительно 3 километров (по прямой) к западу от села Усть-Кишерть, административного центра округа. Абсолютная высота — 167 метров над уровнем моря.
Климат
Климат характеризуется как умеренно континентальный, с продолжительной многоснежной холодной зимой и коротким умеренно тёплым летом. Средняя многолетняя температура самого холодного месяца (января) составляет −17,3 °С (абсолютный минимум — −51 °С), температура самого тёплого (июля) — 24,8 °С (абсолютный максимум — 37 °С). Среднегодовое количество осадков — 532 мм. Снежный покров держится в течение 170 дней в году.

## Население
| 2000 | 2004 | 2008 | 2010 | 2012 | 2014 | 2015 |
| ---- | ---- | ---- | ---- | ---- | ---- | ---- |
| 29   | ↘27  | ↘19  | ↗24  | ↘18  | ↘16  | ↘15  |
| 2016 |      |      |      |      |      |      |
| →15  |      |      |      |      |      |      |

Половой состав
По данным Всероссийской переписи населения 2010 года в половой структуре населения мужчины составляли 54,2 %, женщины — соответственно 45,8 %.
Национальный состав
Согласно результатам переписи 2002 года, в национальной структуре населения русские составляли 94 % из 32 чел.